# AGS-17 Plamja
Der AGS-17 „Plamja“ (russisch АГС-17 Пламя, deutsch Flamme) ist ein Maschinengranatwerfer im Kaliber 30 × 29 mm B. Die Abkürzung AGS steht für Awtomatitscheski Granatomjot na Stanke, russisch автоматический гранатомёт на станке, zu deutsch lafettierter automatischer Granatwerfer.

## Geschichte
Als in den USA in den 1960er-Jahren die 40-mm-Granatpatrone entwickelt wurde, kam die Idee auf, eine Granatmaschinenwaffe zu konzipieren. Es entstanden die Granatwerfer Mk 18, Mk 19 und Mk 20, die zwischen 1965 und 1970 eingeführt wurden. Der AGS-17 wurde ungefähr zeitgleich in der UdSSR entwickelt, erste Prototypen wurden 1969 erprobt und ab 1971 begann die Serienfertigung. Erste Bilder der Waffe wurden 1979 veröffentlicht. Der AGS-17 lässt sich sowohl von einem Schützen bedienen als auch auf Fahrzeuge und Hubschrauber montieren. Derzeit wird die Waffe hauptsächlich als Unterstützungswaffe der motorisierten Infanterie genutzt und von Schützenpanzern mitgeführt. Ab den 1990er-Jahren wurde das Nachfolgemodell AGS-30 eingeführt.

## Beschreibung

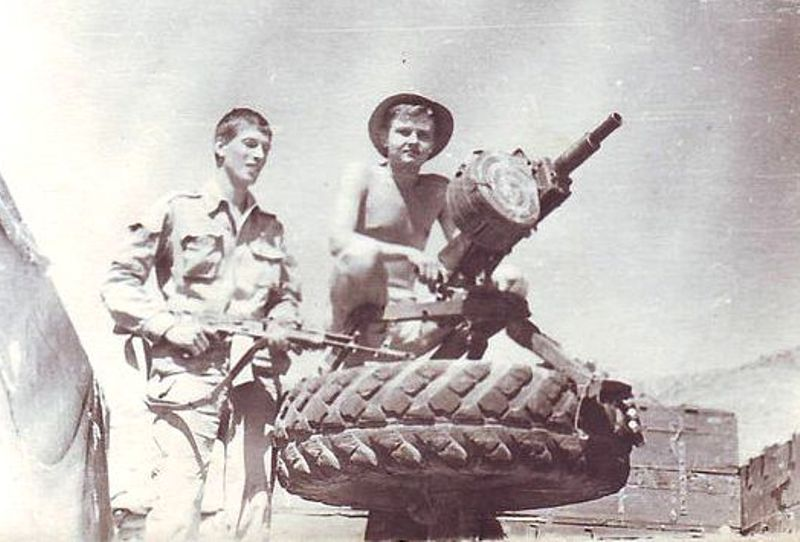
AGS-17 auf einem improvisierten Unterbau auf einer LKW-Ladefläche in Afghanistan

Der AGS-17 ist ein luftgekühlter, zuschießender Rückstoßlader. Die Munition wird aus einem offenen Metalldauergurt zugeführt, leere Hülsen werden nach unten ausgestoßen. Es besteht die Möglichkeit, Gurttrommeln mit einer Kapazität von 29 Granaten zu verwenden. Der AGS-17 schießt Einzel- und Dauerfeuer.

### Munition

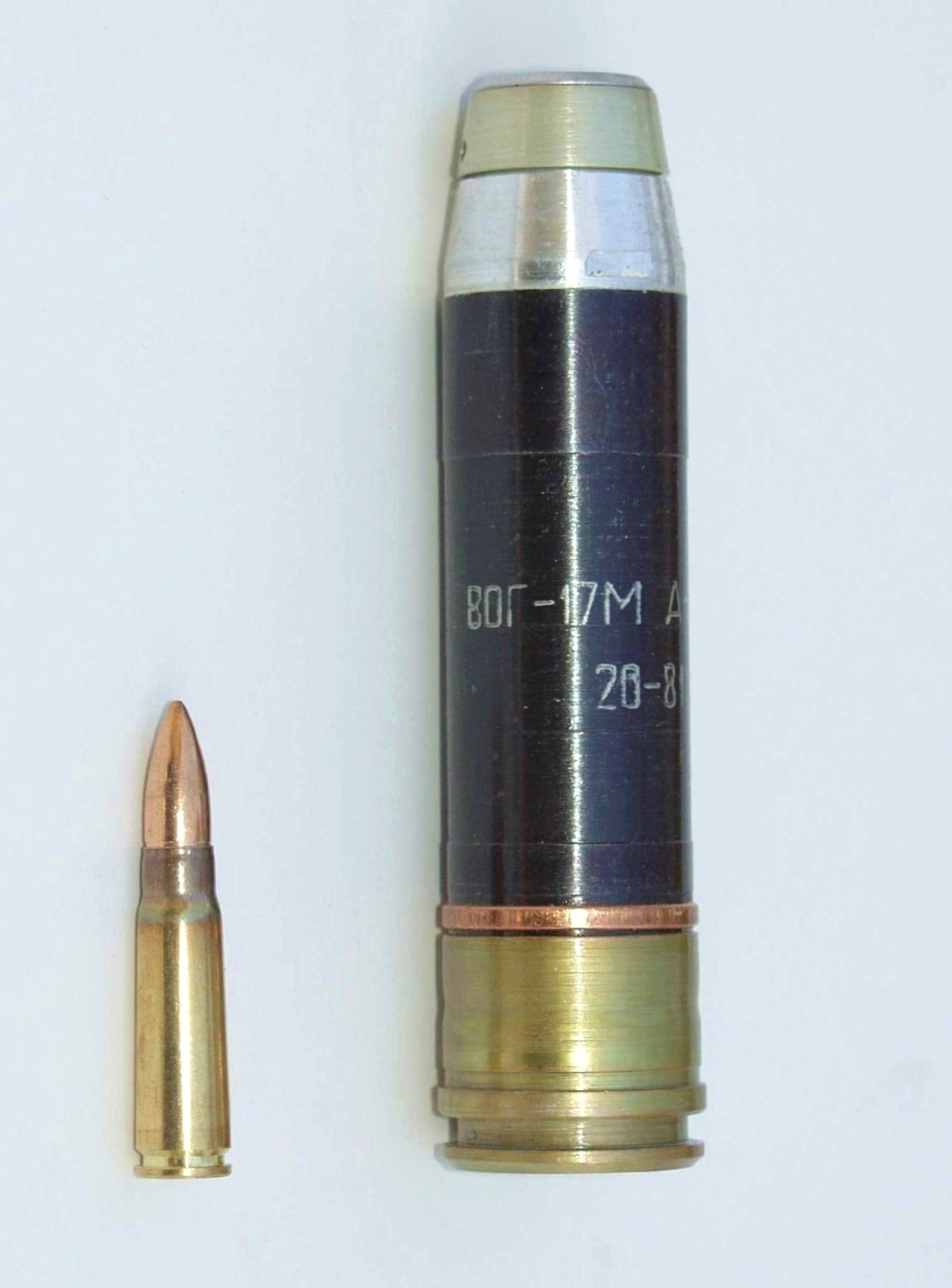
WOG-17 (rechts), links 7,62 × 39 mm

Der AGS-17 verschießt Granatpatronen im Kaliber 30 × 29 mm B. Die randlosen Messinghülsen sind mit einem Gürtel ausgestattet, der Granatmantel besteht aus Stahl, eine Patrone wiegt 0,35 kg. Es existieren zwei Munitionsarten: die Splittersprenggranaten vom Typ WOG-17 und WOG-30 haben im Ziel einen Splitterradius von 7 Metern. Die WOG-17 hat eine Maximalreichweite von 1700, die WOG-30 von bis zu 2000 m.

### Einsatz
Eine Granatwerfermannschaft besteht aus drei Soldaten. Der AGS-17 kann zum Transport in Waffe und Lafette zerlegt werden, die Lafette ist zusammenklappbar ausgeführt und kann mit Trageriemen wie ein Rucksack getragen werden. Der Werferführer trägt die Waffe, der Richtschütze die Lafette und eine Gurttrommel, der Ladeschütze zwei weitere Gurttrommeln.

## Varianten
- AGS-17 (Infanterievariante): Dreibeinlafette mit Bodenplatte, PAG-17-Richtaufsatz mit 2,7-facher Vergrößerung,[3] Spatengriffe
- diverse Fahrzeuglafettierungen, auch in Waffentürmen
- AG-17A: Hubschraubervariante, Türmontage in Mi-17 und Waffenbehälter GUW-8700 (9A669) an Mi-24; Alu-Laufhülle und elektrische Fernzündung
- M93 / Zastava BGA-30 (serbisch-montenegrinische Lizenzproduktion des AGS-17)

## Plattformen
- BMD-3: Einbau im Fahrzeugbug links.[4]
- BPM-97: Bewaffnungsvariante als Sekundärwaffe in einer Waffenstation[5][6]
- Mi-17
- Mi-24

## Hersteller
Neben Molot hat auch Norinco den AGS-17 hergestellt. Die Waffe wurde während der sowjetischen Intervention in Afghanistan von Mudschahedin erbeutet und den Chinesen überlassen. In China wurde der Granatwerfer nachgebaut und für den Export offeriert. Das chinesische Militär hingegen wollte den AGS-17 nicht einführen, da man keine so schweren Granatwerfer wolle, und entwickelte stattdessen den QLZ87.

## Nutzerstaaten
- Afghanistan
- Angola
- Deutsche Demokratische Republik (Grenztruppen)[8]
- Indien
- Iran
- Irak
- Kuba
- Lettland
- Montenegro („M93“)
- Mosambik
- Nicaragua
- Polen
- Sowjetunion/ Russland
- Serbien („M93“)
- Tschad
- Ukraine (Restbestände aus der Sowjetunion)